# Mawugbe Atsu
Mawugbe Atsu, född den 20 augusti 1986 i Womé, är en togolesisk fotbollsspelare som spelar för Maranatha FC. Han har vunnit Togos högsta liga två gånger med sin klubb, säsongen 2006 och 2009.

## Landslagskarriär
Atsu debuterade i landslaget den 6 september 2009 när hans Togo skulle möta Marocko i en VM-kvalmatch. Han blev även kallad till de Afrikanska mästerskapen 2013.